# Promised Land (álbum de Elvis Presley)
Promised Land es el quincuagésimo cuarto álbum de estudio del músico y cantante estadounidense Elvis Presley, publicado por la compañía discográfica RCA Victor en enero de 1975. Grabado en los Stax Studios de Memphis y publicado en el 40.º cumpleaños de Presley, el álbum alcanzó el puesto 47 en la lista estadounidense Billboard 200. El álbum es el segundo trabajo de Presley que recoge material de las sesiones de diciembre de 1973, después de Good Times. 
El tema que da título al álbum, «Promised Land», una versión de un éxito de Chuck Berry, fue publicado como sencillo y alcanzó el puesto catorce en la lista estadounidense Billboard Hot 100. Por otra parte, la cara B del sencillo, «It's Midnight», llegó al puesto nueve en la lista de sencillos country de Billboard. Otro sencillo de éxito fue «If You Talk in Your Sleep», que llegó a la posición diecisiete en la lista Billboard Hot 100. 
En 2011, FTD reeditó el álbum con una versión remasterizada y ampliada a 48 canciones, incluyendo descartes y tomas alternativas.

## Lista de canciones
| Cara A |                                                       |                        |          |  |
| N.º    | Título                                                | Escritor(es)           | Duración |  |
| 1.     | «Promised Land (canción)»                             | Chuck Berry            | 2:57     |  |
| 2.     | «There's a Honky Tonk Angel (Who'll Take Me Back In)» | Troy Seals, Danny Rice | 3:01     |  |
| 3.     | «Help Me»                                             | Larry Gatlin           | 2:27     |  |
| 4.     | «Mr. Songman»                                         | Donnie Sumner          | 2:08     |  |
| 5.     | «Love Song of the Year»                               | Chris Christian        | 3:33     |  |

| Cara B |                                       |                                   |          |  |
| N.º    | Título                                | Escritor(es)                      | Duración |  |
| 1.     | «It's Midnight»                       | Billy Edd Wheeler, Jerry Chesnut  | 3:21     |  |
| 2.     | «Your Love's Been a Long Time Coming» | Rory Bourke                       | 3:47     |  |
| 3.     | «If You Talk in Your Sleep»           | Red West, Johnny Christopher      | 2:35     |  |
| 4.     | «Thinking About You»                  | Tim Baty                          | 3:00     |  |
| 5.     | «You Asked Me To»                     | Waylon Jennings, Billy Joe Shaver | 2:52     |  |

### Follow That Dream CD reissue
| Disco uno |                                                         |          |  |
| N.º       | Título                                                  | Duración |  |
| 1.        | «Promised Land»                                         |          |  |
| 2.        | «There's A Honky Tonk Angel»                            |          |  |
| 3.        | «Help Me»                                               |          |  |
| 4.        | «Mr. Songman»                                           |          |  |
| 5.        | «Love Song Of The Year»                                 |          |  |
| 6.        | «It's Midnight»                                         |          |  |
| 7.        | «Your Love's Been A Long Time Coming»                   |          |  |
| 8.        | «If You Talk In Your Sleep»                             |          |  |
| 9.        | «Thinking About You»                                    |          |  |
| 10.       | «You Asked Me To»                                       |          |  |
| 11.       | «Promised Land» (Toma 3, 4)                             |          |  |
| 12.       | «There's A Honky Tonk Angel» (Toma 4/composite 5, 3, 8) |          |  |
| 13.       | «Help Me» (Toma 1)                                      |          |  |
| 14.       | «Mr. Songman» (Toma 2)                                  |          |  |
| 15.       | «Love Song Of The Year» (Toma 1)                        |          |  |
| 16.       | «It's Midnight» (Toma 7)                                |          |  |
| 17.       | «Your Love's Been A Long Time Coming» (Toma 10)         |          |  |
| 18.       | «If You Talk In Your Sleep» (Toma 5)                    |          |  |
| 19.       | «Thinking About You» (Toma 4)                           |          |  |
| 20.       | «You Asked Me To» (Toma 3A)                             |          |  |
| 21.       | «Promised Land» (Toma 5)                                |          |  |
| 22.       | «Love Song Of The Year» (Toma 3, 4, 6, 7)               |          |  |
| 23.       | «It's Midnight» (Toma 11)                               |          |  |
| 24.       | «You Asked Me To» (Toma 2B)                             |          |  |

| Disco dos |                                                       |          |  |
| N.º       | Título                                                | Duración |  |
| 1.        | «It's Midnight» (Tomas 1-4, 8, 9)                     |          |  |
| 2.        | «Love Song Of The Year»                               |          |  |
| 3.        | «Thinking About You» (Toma 2, 3)                      |          |  |
| 4.        | «You Asked Me To» (Toma 1)                            |          |  |
| 5.        | «Your Love's Been A Long Time Coming» (Toma 2, 3, 4)  |          |  |
| 6.        | «Promised Land» (Toma 2)                              |          |  |
| 7.        | «Mr. Songman» (take 1)                                |          |  |
| 8.        | «There's A Honky Tonk Angel» (Toma 1)                 |          |  |
| 9.        | «If You Talk In Your Sleep» (Toma 6, 9)               |          |  |
| 10.       | «It's Midnight» (take 10)                             |          |  |
| 11.       | «Thinking About You» (Toma 5, 6)                      |          |  |
| 12.       | «Love Song Of The Year» (Toma 2)                      |          |  |
| 13.       | «You Asked Me To» (Toma 3B)                           |          |  |
| 14.       | «There's A Honky Tonk Angel» (Toma 6, 7, 8 rough mix) |          |  |
| 15.       | «Mr. Songman» (Toma 3, 5)                             |          |  |
| 16.       | «Promised land» (Toma 6)                              |          |  |
| 17.       | «Your Love's Been A Long Time Coming» (Toma 8, 9)     |          |  |

## Personal
- Elvis Presley - voz, guitarra
- David Briggs - piano, órgano
- James Burton - guitarra
- Johnny Christopher - guitarra
- Doug Bartenfeld - guitarra
- Jeannie Green - coros
- Per Erik Hallin - piano, órgano
- Mary and Ginger Holladay - coros
- Susan Pilkington - coros
- Norbert Putnam - bajo
- Ronnie Tutt - batería
- Voice (Donnie Sumner; Sherrill Nielsen; Tim Baty; Per Eric "Pete" Hallin) - coros
- JD Sumner & The Stamps (Bill Baize; Ed Enoch; David Rowland) - coros
- Kathy Westmoreland - cros
- Per Eric "Pete" Hallin ("Promised Land") - clavinet
- Felton Jarvis - productor
- Mike Moran / Dick Baxter - ingeniero de sonido

## Posición en listas
| País           | Lista                | Posición |
| -------------- | -------------------- | -------- |
| Estados Unidos | Billboard Pop Albums | 47       |
| Reino Unido    | UK Albums Chart      | 21       |